# 山口稲床
山口 稲床（やまぐち の いなとこ）は、平安時代前期の貴族。姓は宿禰。官位は従五位下・豊後介。

## 経歴
仁明朝において春宮坊大属として春宮・恒貞親王に仕えるが、承和9年（842年）承和の変が発生して恒貞親王が春宮を廃されると、稲床も連座して安房権目に左遷された。承和14年（847年）承和の変で罰せられた者に対して入京が許されており、稲床もこれに従って入京したか。
文徳朝の仁寿4年（854年）外従五位下・豊後介に叙任される。豊後介在任中には、同国守・石川宗継が百姓の財物を不法に奪ったことについて、朝廷に対して証明を行っている。
清和朝の貞観9年（867年）内位の従五位下に至る。

## 官歴
『六国史』による。
- 時期不詳：正六位上・春宮坊大属
- 承和9年（842年） 7月26日：安房権目（承和の変）
- 承和14年（847年） 2月10日：令入京
- 仁寿4年（854年） 正月7日：外従五位下。正月16日：豊後介
- 貞観9年（867年） 正月7日：従五位下（内位）